# Кевин Чобот
Чобот  Кевин (мађ. Csoboth Kevin; Печуј, 20. јун 2000) је мађарски професионални фудбалер који игра на позицији нападача за мађарски клуб Ујпешт и репрезентацију Мађарске.

## Клубови

### Бенфика Б
Дана 2. децембра 2019. дебитовао је у С.Л. Бенфика Б против Ц. Д. Мафре. Дана 8. децембра 2019. постигао је свој први гол за С.Л. Бенфика Б против Ц.Д. Феиренсе. Дана 26. новембра 2020. именован је за најбољег играча утакмице након што је постигао гол против Ц. Д. Цова да Пиедаде.
Понуђен му је нови уговор са Бенфиком 6. јануара 2021. Међутим, он је одбио ту понуду и желео је да напусти клуб после 5 година.

### Фехервар и Грошич академија
Дана 16. августа 2021. потписао је уговор са клубом из мађарског националног првенства, Фехерваром где је одиграо само једну утакмицу. Чобот се 14. фебруара 2022. придружио Сегединском Чанаду на позајмици до краја сезоне.

### Ујпешт
Дана 11. августа 2022. потписао је уговор са прволигашким клубом Ујпешт из Будимпеште. Дана 26. августа 2022, дебитовао је у тиму Ујпешта у поразу од 2 : 3 на стадиону Ференц Суса против Пакша у петом колу сезоне националног првенства 2022/23. Ушао је на терен у 85. минуту као замена за Матију Љујића. Постигао је свој први гол у мађарском Купу у сезони 2022/23 у победи од 6 : 1 против ФК Матесалке. Постигао је свој први гол у дресу Ујпешта у првој сезони националног првенства 2022/23 против свог бившег клуба Фехервар ФК на стадиону Суса Ференц 9. новембра 2022. године. Утакмица је завршена победом будимпештанског клуба резултатом 2 : 1. Дана 1. априла 2022. постигао је хет-трик против Залаегерсега у прволигашкој сезони 2022-23. После меча, Рикардо Мониз, тренер Залаегерсега, рекао је да се нада да ће Чобот доћи до врха на међународном нивоу. 18. маја 2023. потписао је нови уговор са Ујпештом до 2027. године.
Свој први гол у сезони 2023/24. постигао је 26. августа 2023. у победи свог тима од 2 : 1 против Залаегерсега код куће у првом минуту.

## Репрезентација
Дебитовао је у репрезентацији Мађарске против Естоније у пријатељској утакмици 23. марта 2023. Ушао је на терен у 76. минуту као замена за Доминика Собослаија.